# Heinrich Wilhelm von Pabst

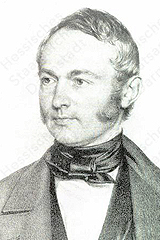
Heinrich Wilhelm von Pabst.

Heinrich Wilhelm von Pabst, född 26 september 1798 i Maar vid Lauterbach (Hessen)Lauterbach i Hessen, död 10 juli 1868 i Hütteldorf vid Wien, var en tysk agronom och lantbrukslärare.
Pabst blev 1822 lärare i teknologi vid lantbruksakademien i Hohenheim, 1823 föreståndare för lantbruksskolan där och 1828 professor vid nämnda akademi. År 1831 flyttade han till Darmstadt, där han verkade som sekreterare hos lantbrukarföreningarna i Hessen, och stiftade där en mycket besökt lantbrukslärokurs. Under denna tid tog han jämte några andra lantbrukare initiativ till årliga tyska lantmannamöten, den första stora sammanslutningen av tyska lantmän, vilken besöktes av jordbrukare från åtskilliga andra länder. 
Han var 1839-43 föreståndare för lantbruksakademien i Eldena vid Greifswald, därefter anställd som rådgivare i lantbruksangelägenheter hos preussiska regeringen, från 1845 föreståndare för akademien i Hohenheim och mottog 1850 kallelse att organisera och leda lantbrukshögskolan i Ungarisch-Altenburg, varifrån han 1861 flyttade till befattningen som ministerialråd vid handels- och ekonomidepartementet i Wien. 
Pabst var en av sin tids främsta lantbrukslärare och bland hans utgivna arbeten blev hans läroböcker (Anleitung zur Rindviehzucht, 1829, fjärde upplagan 1880, Lehrbuch der Landwirtschaft, två band, 1832-39, sjunde upplagan 1878, och Landwirtschaftliche Taxationslehre, 1853, tredje upplagan 1881) mycket använda.